# Мајка Мара
Мајка Мара је српски играни филм из 2024. године у режији Мирјане Карановић.
Светска премијера филма је одржана на 30. издању Сарајевског филмског фестивала.

## Радња
У средишту ове филмске приче је Мара, успешна пословна жена чији живот из корена мења изненадна смрт сина јединца.
Кроз однос са млађим мушкарцем, она покушава да се суочи са губитком и пронађе начин да настави даље.

## Улоге
| Глумац              | Улога          |
| ------------------- | -------------- |
| Мирјана Карановић   | Мара           |
| Борис Исаковић      | Борис          |
| Вучић Перовић       | Милан Живковић |
| Јасна Жалица        | Весна          |
| Јелена Ћурувија     | Уна            |
| Илија Маршићевић    | Стефан         |
| Ален Ливерић        | Воја           |
| Јована Петронијевић | Јасмина        |
| Јадранка Селец      | Анђелка        |
| Арпад Черник        | адвокат Ћирић  |
| Станислава Јефтић   | Нина           |
| Павле Чемерикић     | Немања         |
| Бојана Ђурашковић   | Сања           |
| Александар Ђурица   | Дејан          |
|                     |                |